# Beorhtgils
Beorhtgils (auch Brigilsus oder Berhtgils oder Bonifatius; † um 669) war Bischof von East Anglia. Er wurde zwischen 652 und 654 zum Bischof geweiht und trat sein Amt im selben Zeitraum an. Er starb um 669.